# Championnat d'Angola de football 2020-2021
Navigation
2019-2020 2021-2022
La saison 2020-2021 du Championnat d'Angola de football est la quarante-troisième édition de la première division de football en Angola. Les seize meilleures équipes du pays sont regroupées au sein d'une poule unique où elles s'affrontent deux fois, à domicile et à l'extérieur. En fin de saison, les trois derniers du classement sont relégués et remplacés par les trois meilleures équipes du Gira Angola, la deuxième division angolaise.
Le Grupo Desportivo Sagrada Esperança remporte son deuxième titre de champion d'Angola.

## Déroulement de la saison
La saison précédente ayant été annulée, il n'y a pas eu de relégation, à part l' Estrela Clube Primeiro de Maio qui a été exclu du championnat. Il est remplacé par le GD Baixa de Cassanje, le club est promu par tirage au sort, Baixa de Cassanje et São Salvador FC étaient les deux équipes en tête de leur groupe au moment de l'annulation du championnat.

## Clubs participants
- Primeiro de Agosto
- Wiliete Sport Clube
- CD Ferrovia do Huambo
- Inter Luanda
- Petro Luanda
- Santa Rita de Cássia FC
- Recreativo Caála
- Desportivo Huíla
- Académica Lobito
- Bravos de Maquis
- Progresso Sambizanga
- Sagrada Esperança
- Recreativo Libolo
- Sporting Cabinda
- Cuando Cubango FC
- GD Baixa de Cassanje - promu de D2

## Compétition
Le barème de points servant à établir les classements se décompose ainsi :
- Victoire : 3 points
- Match nul : 1 point
- Défaite : 0 point

| Rang | Équipe                    | Pts | J  | G  | N  | P  | Bp | Bc | Diff |
| ---- | ------------------------- | --- | -- | -- | -- | -- | -- | -- | ---- |
| 1    | Sagrada Esperança         | 70  | 30 | 21 | 7  | 2  | 44 | 10 | +34  |
| 2    | Petro Luanda C            | 67  | 30 | 21 | 4  | 5  | 48 | 17 | +31  |
| 3    | Primeiro de AgostoT       | 64  | 30 | 19 | 7  | 4  | 54 | 23 | +31  |
| 4    | Bravos de Maquis          | 55  | 30 | 15 | 10 | 5  | 43 | 23 | +20  |
| 5    | Clube Recreativo da Caála | 46  | 30 | 11 | 13 | 6  | 31 | 18 | +13  |
| 6    | Inter Luanda              | 44  | 30 | 11 | 11 | 8  | 36 | 22 | +14  |
| 7    | Wiliete Sport Clube       | 41  | 30 | 10 | 11 | 9  | 38 | 33 | +5   |
| 8    | Academica Lobito          | 38  | 30 | 10 | 8  | 12 | 30 | 31 | -1   |
| 9    | Recreativo Libolo         | 34  | 30 | 8  | 10 | 12 | 23 | 32 | -9   |
| 10   | Progresso do Sambizanga   | 34  | 30 | 9  | 7  | 14 | 29 | 37 | -8   |
| 11   | Desportivo Huíla          | 34  | 30 | 9  | 7  | 14 | 25 | 28 | -3   |
| 12   | Cuando Cubango FC         | 33  | 30 | 6  | 15 | 9  | 31 | 31 | 0    |
| 13   | Sporting Cabinda          | 33  | 30 | 10 | 3  | 17 | 25 | 40 | -15  |
| 14   | Baixa de Cassanje P       | 32  | 30 | 8  | 8  | 14 | 28 | 43 | -15  |
| 15   | Santa Rita de Cássia FC   | 29  | 30 | 7  | 8  | 15 | 25 | 29 | -4   |
| 16   | CD Ferrovia do Huambo     | 1   | 30 | 0  | 1  | 29 | 2  | 90 | -88  |

|  | Qualification pour la Ligue des champions de la CAF 2021-2022                |
|  | Qualification pour la Coupe de la confédération 2021-2022                    |
|  | Relégation en deuxième division                                              |
|  | T : Tenant du titre C : Vainqueur de la Taça Angola P : Promu de Gira Angola |

- Inter Luanda qualifié pour la coupe de la confédération en tant que finaliste de la coupe d'Angola.